# Emil Stoev
Emil Svetoslavov Stoev (in bulgaro Емил Светославов Стоев?; Sofia, 17 gennaio 1996) è un calciatore bulgaro, centrocampista dello Slavia Sofia.

## Carriera

### Club
Cresciuto nel settore giovanile dello Slavia Sofia, ha esordito in prima squadra il 1º marzo 2014 disputando l'incontro di Părva profesionalna futbolna liga perso 3-0 contro il CSKA Sofia.

### Nazionale
Ha giocato nelle nazionali giovanili bulgare Under-17, Under-19 ed Under-21.

## Statistiche

### Presenze e reti nei club
Statistiche aggiornate al 2 giugno 2021.
| Stagione            | Squadra             | Campionato          | Campionato | Campionato | Coppe nazionali | Coppe nazionali | Coppe nazionali | Coppe continentali | Coppe continentali | Coppe continentali | Altre coppe | Altre coppe | Altre coppe | Totale | Totale |
| Stagione            | Squadra             | Comp                | Pres       | Reti       | Comp            | Pres            | Reti            | Comp               | Pres               | Reti               | Comp        | Pres        | Reti        | Pres   | Reti   |
| ------------------- | ------------------- | ------------------- | ---------- | ---------- | --------------- | --------------- | --------------- | ------------------ | ------------------ | ------------------ | ----------- | ----------- | ----------- | ------ | ------ |
| 2013-2014           | Slavia Sofia        | A PFG               | 4          | 1          | CB              | 0               | 0               |                    | -                  | -                  |             | -           | -           | 4      | 1      |
| 2014-2015           | Slavia Sofia        | A PFG               | 5          | 0          | CB              | 1               | 0               |                    | -                  | -                  |             | -           | -           | 6      | 0      |
| 2015-2016           | Slavia Sofia        | A PFG               | 22         | 1          | CB              | 1               | 0               |                    | -                  | -                  |             | -           | -           | 23     | 1      |
| 2016-feb. 2017      | Slavia Sofia        | 1L                  | 2          | 0          | CB              | 0               | 0               | UEL                | 0                  | 0                  |             | -           | -           | 2      | 0      |
| Totale Slavia Sofia | Totale Slavia Sofia | Totale Slavia Sofia | 33         | 2          |                 | 2               | 0               |                    | 0                  | 0                  |             | -           | -           | 35     | 2      |
| feb.-mag. 2017      | Botev Vraca         | 2L                  | 10         | 2          | CB              | 0               | 0               |                    | -                  | -                  |             | -           | -           | 10     | 2      |
| 2017-2018           | Botev Vraca         | 2L                  | 28         | 2          | CB              | 2               | 1               |                    | -                  | -                  |             | -           | -           | 30     | 3      |
| 2018-2019           | Botev Vraca         | 1L                  | 28         | 6          | CB              | 0               | 0               |                    | -                  | -                  |             | -           | -           | 28     | 6      |
| Totale Botev Vraca  | Totale Botev Vraca  | Totale Botev Vraca  | 66         | 10         |                 | 2               | 1               |                    | -                  | -                  |             | -           | -           | 68     | 11     |
| 2019-2020           | Slavia Sofia        | 1L                  | 27         | 4          | CB              | 2               | 0               |                    | -                  | -                  |             | -           | -           | 29     | 4      |
| 2020-2021           | Slavia Sofia        | 1L                  | 26         | 1          | CB              | 2               | 1               | UEL                | 1                  | 0                  |             | -           | -           | 29     | 2      |
| Totale Slavia Sofia | Totale Slavia Sofia | Totale Slavia Sofia | 53         | 5          |                 | 4               | 1               |                    | 1                  | 0                  |             | -           | -           | 58     | 6      |
| Totale carriera     | Totale carriera     | Totale carriera     | 152        | 17         |                 | 8               | 2               |                    | 1                  | 0                  |             | -           | -           | 161    | 19     |

## Palmarès

### Club

#### Competizioni nazionali
- Vtora profesionalna futbolna liga: 1

Botev Vraca: 2017-2018